# داریل هومر
داریل هومر (انگلیسی: Daryl Homer؛ زادهٔ ۱۶ ژوئیهٔ ۱۹۹۰) یک شمشیرباز اهل ایالات متحده آمریکا است.
وی برنده مدال نقره بازی‌های المپیک تابستانی ۲۰۱۶ در رشته گروهی شمشیربازی در بازی‌های المپیک تابستانی ۲۰۱۶ - سابر مردان است.